# Трериксрьосет
Трериксрьосет (на шведски: Treriksröset; на норвежки: Treriksrøysa; на фински: Kolmen valtakunnan rajapyykki) е географска точка на Скандинавския полуостров, където се срещат границите на Финландия, Швеция и Норвегия. Трериксрьосет може да се преведе като „каменна пирамида на три държави“. Каменната пирамида е издигната през 1897 г. от правителствата на Норвегия и Русия (която администрира Финландия по това време). Швеция първоначално не признава тази граница, но през 1901 г. се съгласява и полага камък в пирамидата. Така трериксрьосет става най-северната точка на Швеция и най-западната на континентална Финландия.